# Stephen Keogh
Pour les articles homonymes, voir Keogh (homonymie).
Pas d'image ? Cliquez ici

a Compétitions nationales et continentales officielles uniquement.

Dernière mise à jour le 12 décembre 2018.
Stephen Keogh, est né le 10 mai 1982 à Limerick (Irlande). C’est un joueur de rugby à XV, qui évoluant aux postes de troisième ligne centre, troisième ligne aile ou deuxième ligne.

## Carrière

### En club
- 2003-2006 : Munster
- 2006-2011 : Leinster

Il a disputé 22 matchs de Coupe d'Europe.

## Palmarès
- Vainqueur de la coupe d'Europe 2006.